# Szent Katalin-székesegyház (Goa)
A Szent Katalin-székesegyház az indiai Goa egyik 16–17. századi műemléke, a Goai érsekség központja. Egész Ázsia legnagyobb keresztény templomának tartják.

## Története
A 16. századtól kezdve Goa portugál gyarmat volt, a gyarmatosítók pedig erőteljes katolikus hittérítést folytattak: ennek keretében épült fel ez a templom is. Építésének kezdete 1562-re, I. Sebestyén király idejére tehető, de teljesen csak 1652-ben fejeződött be, amikor is felállították benne a főoltárokat. Maga az épület már 1619-re lényegében elkészült, és 1640-ben fel is szentelték. Az építkezés költségeit a királyi kincstár állta. A Szent Katalin nevet azért kapta, mert Afonso de Albuquerque portugál indiai hódító 1510-es győzedelmes csatájára kívántak ezzel a névvel megemlékezni: ez a csata ugyanis Alexandriai Szent Katalin napján, november 25-én zajlott.
Eredetileg két tornya volt, de az egyik 1776-ban egy villámcsapás következtében megsemmisült.

## Leírás
A templom Goa állam földrajzi középpontjától kissé északnyugatra, Ó-Goa városának területén található, a Mándavi folyó bal (déli) partjától mintegy 200 méter távolságra. Az épület portugál Mánuel stílusú: ötvözi a késő gótikát, a spanyol platereszket, a mudéjar stílust, az itáliai városi építészet stílusát és a flamand építészeti irányzatot. Külseje egyszerű, a toszkán oszloprend jellemzi. A magasított laterit' alapzatra épült székesegyház hossza 76, szélessége 55, magassága pedig 35 méter.
Főnézete majdnem szimmetrikus, csak a bal oldalon emelkedő torony miatt nem. Ebben a toronyban hat harang található, közülük az egyiket (ami egyébként a legnagyobb az összes közül) szép hangja miatt „aranyharangnak” szokták nevezni. Azt mondják, ez a harang ihlette Tomás Ribeiro portugál költő Sino de ouro, azaz „Aranyharang” című versét.
A templombelsőben számos értékes tárgy és művészeti alkotás található, például a benne elhelyezett keresztelőkút, amelyet (még a templom megépítése előtt) maga Xavéri Szent Ferenc is használt, a Szent Katalin életét és mártírságát ábrázoló jelenetekkel díszített, aranyozott retablókkal rendelkező főoltár, valamint a különböző festmények és szobrok, amelyek többek között Szent Ferencet, Loyolai Szent Ignácot, Szent Pétert, Szent Pált és Szent Kristófot ábrázolják. A templomhoz egy régészeti múzeum is tartozik, valamint két híres kápolna: az egyik az úgynevezett Oltáriszentség-kápolna, amely faragott és aranyozott falairól és mennyezetéről nevezetes, a másik a Csodák Keresztjének kápolnája, ahol 1919-ben állítólag egy egyszerű kereszten megjelent Jézus Krisztus képmása.
A templomkertben 2015 óta egy olyan emlékmű áll, amely az Indiában partraszállt első litván személyre, Andrius Rudamina jezsuita misszionáriusra emlékezik, aki 1625-ben érkezett meg Goába.

## Képek

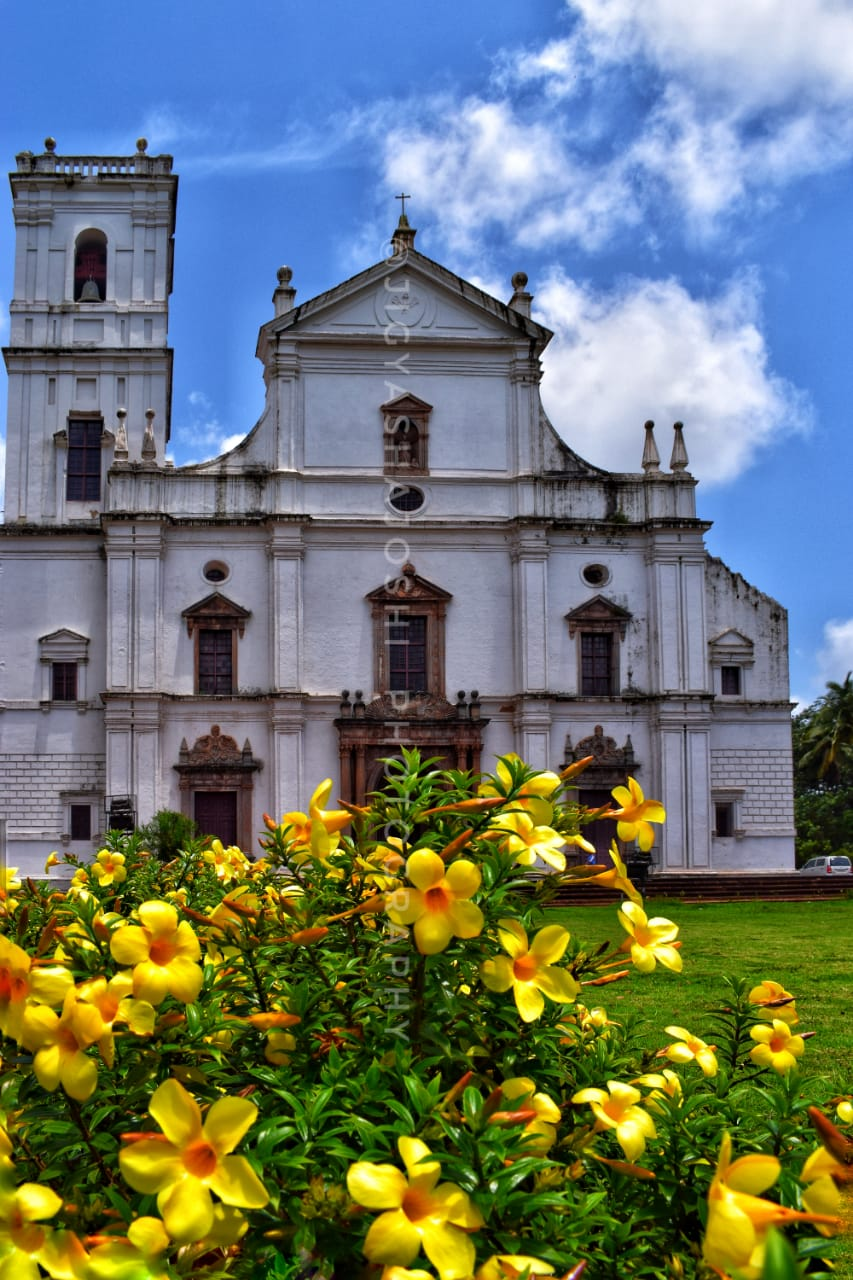
A főhomlokzat
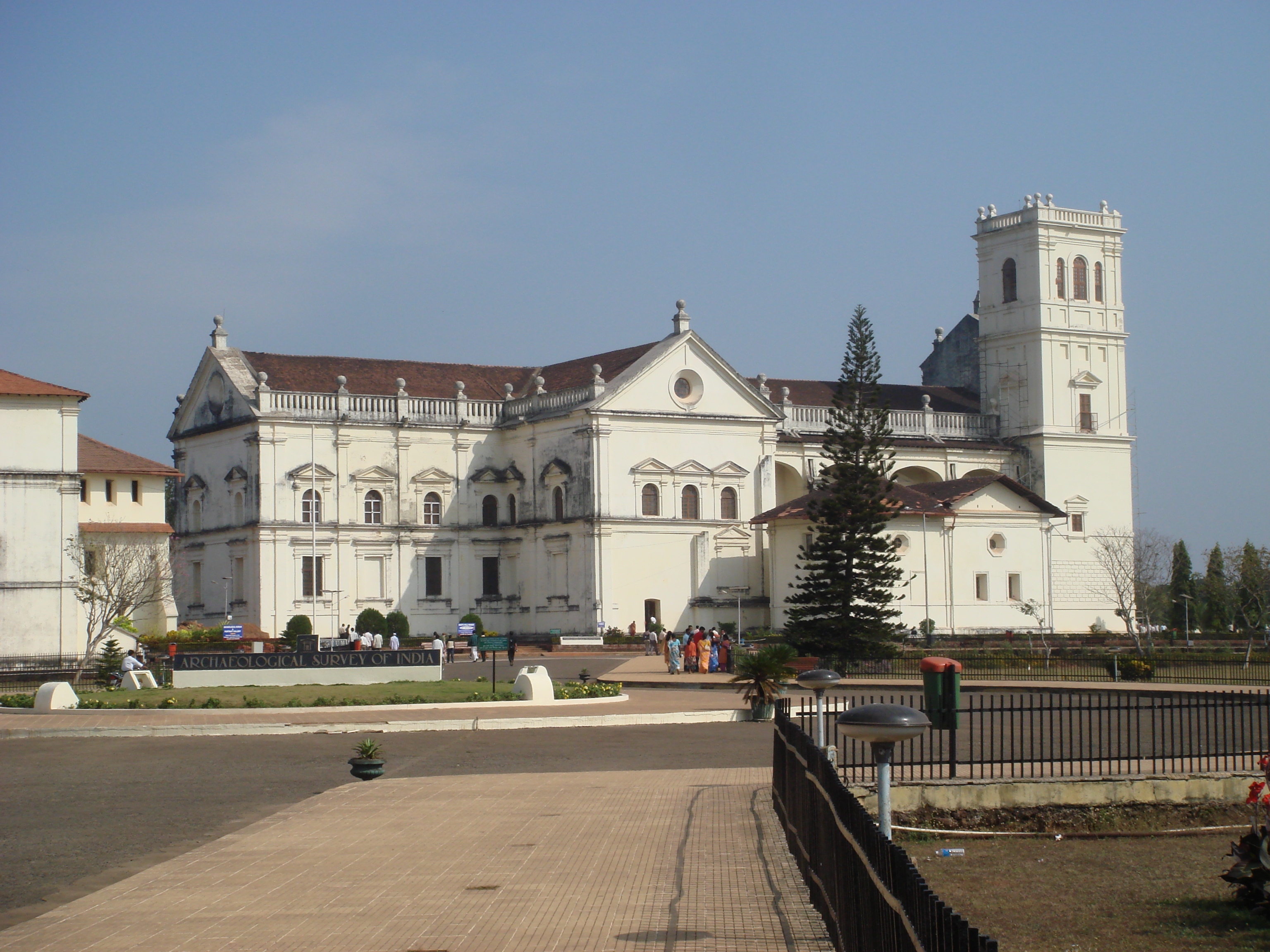
A templom délről nézve
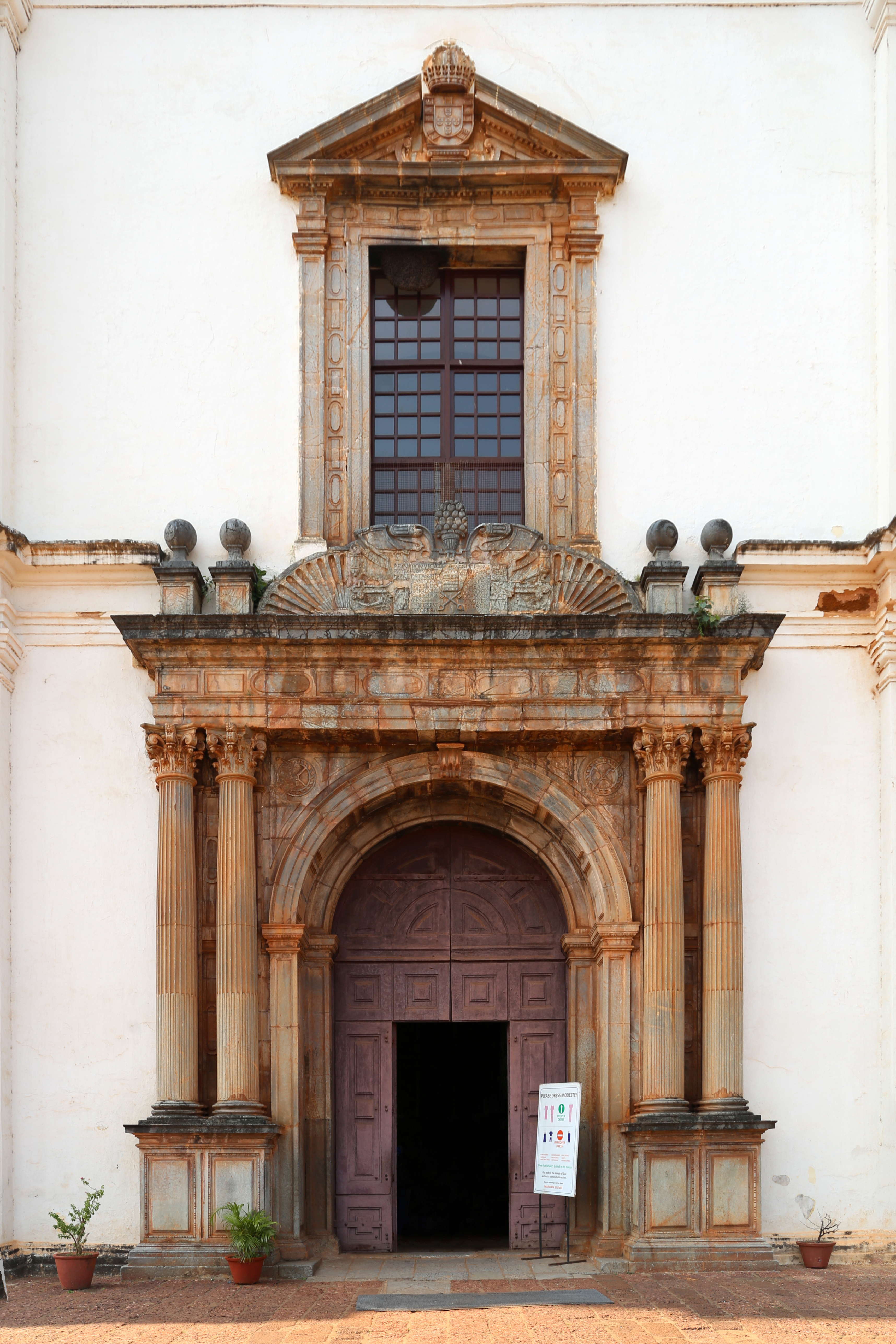
A főkapu (keleti homlokzat)
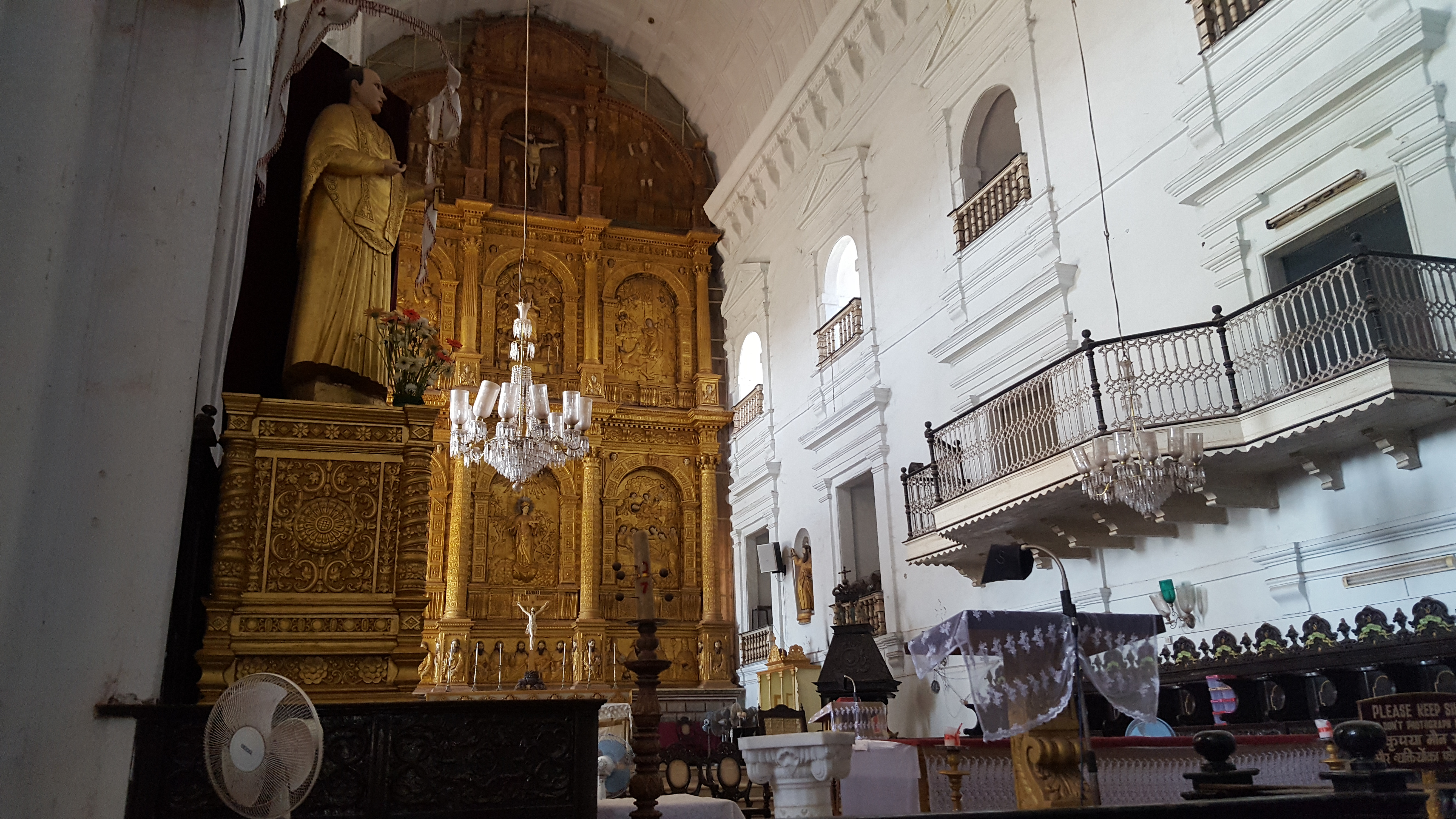
Belső kép